# Sparisoma tuiupiranga
Sparisoma tuiupiranga là một loài cá biển thuộc chi Sparisoma trong họ Cá mó. Loài này được mô tả lần đầu tiên vào năm 2003.

## Từ nguyên
Từ tuiupiranga trong ngữ hệ Tupi, một ngôn ngữ bản địa ở khu vực Nam Mỹ, có nghĩa là "vẹt đỏ đuôi dài", hàm ý đề cập đến màu đỏ rực của cá cái và cá con.

## Phạm vi phân bố và môi trường sống
S. tuiupiranga là loài đặc hữu của Brasil, được tìm thấy từ bang Bahia (Vườn quốc gia biển Abrolhos) trải dài đến bang Santa Catarina, bao gồm đảo Trindade và Martin Vaz ngoài khơi.
S. tuiupiranga sống trong những thảm cỏ biển hoặc gần các rạn san hô có tảo phát triển phong phú, độ sâu đến ít nhất là 20 m.

## Mô tả
S. tuiupiranga có chiều dài cơ thể tối đa được biết đến là 15,4 cm. S. tuiupiranga cái, và cả Sparisoma rocha cái, là hai loài của chi này có màu đỏ, nhưng S. tuiupiranga có màu vàng quanh mắt và vây ngực trong suốt (nhưng đỏ hoàn toàn ở S. rocha). S. tuiupiranga đực có màu xanh lam phớt đỏ ở lưng và giữa thân.
Số gai vây lưng: 9; Số tia vây ở vây lưng: 10; Số gai vây hậu môn: 3; Số tia vây ở vây hậu môn: 9; Số tia vây ở vây ngực: 13; Số gai vây bụng: 1; Số tia vây ở vây bụng: 5.

## Sinh thái học
Thức ăn của loài này chủ yếu là tảo, đặc biệt là tảo mơ (Sargassum). Cá đực có tính lãnh thổ, còn cá con thường bắt gặp trong đàn của Sparisoma radians và Cryptotomus roseus. S. tuiupiranga được xếp vào nhóm chị em với Sparisoma atomarium.

### Trích dẫn
- "Sparisoma tuiupiranga, a new species of parrotfish (Perciformes: Labroidei: Scaridae) from Brazil, with comments on the evolution of the genus" (PDF). Zootaxa. Quyển 384 số 1. 2003. tr. 1–14. {{Chú thích tạp chí}}: Đã bỏ qua tham số không rõ |authors= (trợ giúp)